# Israels grundande
Artikeln om Israel grundande behandlar bakgrunden till Israels självständighetsförklaring den 14 maj 1948.

## Bakgrund

### Tiden efter första världskriget
Under första världskrigets sista år började Storbritannien fundera över skapandet av en judisk hemvist i Brittiska Palestinamandatet. Det första officiella uttalandet om detta kom från Arthur James Balfour när denne, å monarkins vägnar, adresserade ett brev till lord Rothschild. Rothschild fick i uppdrag att föra Balfours meddelande och intentioner vidare till den sionistiska federationen. Själva brevet var kort, koncist och gav uttryck för Storbritanniens vilja att skapa en hemvist för judar i Palestina. Dock uttrycker man sig i brevet att skapandet av denna hemvist inte på något sätt får skada de samhällen som redan existerade i Palestina. Många historiker menar att den icke-judiska befolkningen, som utgjorde 89 % av invånarna i Palestina kände sig orättvist behandlad. Dels ifrågasatte man vilken rätt Storbritannien hade att ge bort land som inte var deras, samtidigt som Balfourdeklarationen enbart tog notis om de icke-judiska invånarnas civila och religiösa rättigheter och inte nämnde något om deras politiska rättigheter.
Det gick ungefär två år från att Balfour-brevet hade blivit officiell till dess att förhandlingar inleddes. Dessa skedde under fredskonferensen 1919 efter det första världskriget. Den judiska sidan representerades av Chaim Weizmann och den arabiska sidan representerades av sherifen av Meckas son Emir Feisal. Dessa två enades om nio artiklar som skulle ligga som grund inte bara för skapandet av den judiska hemvisten, utan även återskapandet av en arabisk stat i mellanöstern. Det bör nämnas att Emir Feisal tio år sedan artiklarna undertecknades tog avstånd ifrån dem och menade att han inte hade något minne av att ha skrivit dem. Feisal var då kung av Irak sedan 1921. De nio artiklarna innehöll inga konkreta förslag på hur det hela skulle administreras utan var en viljeinriktning samt grundläggande överenskommelser. Bland annat undertecknades det att de definitiva gränsdragningarna mellan den arabiska staten och det judiska Palestina skulle ske sedan en kommission avlagt ett förslag på gränser. De båda parter var även överens om att inga restriktioner eller lagar skulle få skapas som skulle förbjuda eller störa religionsfriheten.

### Det judiska hemmet
”Skapandet” av den judiska hemvisten, som till en början verkade ha stöd från den arabiska parten, med tanke på de ovan nämnda breven och deklarationerna, skulle komma att få hårt motstånd. Detta motstånd grundar sig på att en uppgörelse som skulle ha inneburit att araberna själva skulle styra Syrien och överlåta Palestina till Storbritannien under en period inte uppfylldes. Istället gick kontrollen av Syrien till Frankrike. Det första motståndet föranledde den så kallade King-Crane-kommissionen som av utsågs av den amerikanske presidenten Woodrow Wilson. Kommissionens syfte var främst att undersöka vilken nation som skulle få mandat att ”styra” Palestina. Rekommendationerna från kommissionen blev klara i slutet av augusti 1919. Till en början så nämns nästan uteslutande Syriens framtid men till slut berör även rekommendationerna Palestina och judefrågan. Framförallt var kommissionen mycket negativ till de ”extrema sionisternas program” vars idé var att göra Palestina till en judisk stat.
I sina rekommendationer upplyste även kommissionen om att det inom den palestinska befolkningen, som till 90 % bestod av icke-judar, var helt emot det sionistiska programmet och att dess ansåg att fri invandring av judar till Palestina skulle vara en grov kränkning av det palestinska folkets rättigheter. Vidare menade kommissionen dels att det inte enbart var den palestinska befolkningen som kände så, utan denna opinion mot det sionistiska programmet berörde alla arabstater och framförallt befolkningen i Syrien. Dels menade kommissionen att om den sionistiska planen skulle verkställas så skulle detta enbart kunna göras genom vapen och krig, något som kommissionen inte såg som en möjlighet överhuvudtaget. Ett annat ställningstagande som gjordes av kommissionen var om den motivering som sionisterna lade fram och som enligt dessa legitimerade att det skulle upprättas en judisk stat i Palestina. Kommissionen menade att argumentet att sionisterna hade rätt till landet eftersom de hade flera självständiga statsbildningar där för två tusen år sedan inte kunde tas på allvar. Ett annat stort problem som kommissionen såg var att sionisterna skulle ta över land som inte enbart var heligt för dem själva, utan även heligt för både kristna och muslimer. I sina rekommendationer menar man att varken muslimer eller kristna skulle kunna godkänna att judarna skulle vakta dessa heliga platser. 
I april 1920 enades Nationernas Förbund om mandatet. Efter att USA tackat nej till att bli mandatärmakt föll lotten på Storbritannien. Dock blev Storbritannien inte mandatärmakt över hela Syrien som kongressen i Damaskus hade vädjat om, utan istället sträckte mandatet sig enbart till Palestina. Tillsammans med offentliggörandet av att Storbritannien skulle ha mandat över Palestina lade Nationernas Förbund även fram 28 artiklar som skulle ligga till grund för det Palestinska mandatet. Dessa artiklar gick emot både King-Crane-rekommendationerna samt Damaskuskongressens vädjan. Redan i inledningen till Nationernas Förbunds artiklar angående mandatet deklarerades det att mandatärmakten skulle vara ansvarig för att implementera den så kallade Balfourdeklarationen där det anges att ett hem för judar ska skapas i Palestina, dock med förbehållet att det inte får skada de samhällen som redan existerade i Palestina. I inledningen klargjordes även att de civila och religiösa rättigheterna för de icke-judiska invånarna i Palestina inte skulle skadas. I den andra artikeln klargörs det att Storbritannien har ansvar för att förbereda Palestina politiskt, ekonomiskt och administrativt för att etablera ett hem för judarna fast samtidigt säkerställa alla invånares rättigheter oavsett religiös tillhörighet. I den sjätte artikeln fastställde Nationernas Förbund att Storbritannien skulle ordna så att en ”passande” mängd judar skulle kunna migrera till Palestina, dock med åtanken att detta inte på något sätt skulle få skada de redan bosatta invånarna. I många av artiklarna värnade Nationernas Förbund om religionsfriheten i Palestina. Man ålade Storbritannien att se till att alla hade sina religiösa rättigheter. Storbritannien hade även ansvar för alla de religiösa platserna i det Palestinska området.

### Palestinas överlämnande
Sedan Nationernas Förbund hade lämnat över Palestina till Storbritannien avstyckade Storbritannien cirka 78% av Palestinamandatets östra del till ett arabiskt land varvid Trans-Jordanien bildades. Kvar på västra sidan av Jordanfloden till Medelhavet blev cirka 22%. I övrigt hände det inte så mycket på officiell nivå, dock blev slitningarna mellan judar och araber i den återstående delen av Palestinamandatet, samt mellan araber och brittiska armén allt grövre och ledde vid flera tillfällen till öppna konflikter på grund av den stora judiska migrationen till Palestina. Den illegala, okontrollerade invandringen av araber från grannländerna var sedan 1880-talet mycket omfattande enligt brittiska uppgifter. De bosatta araberna började se sig själva som utmanövrerade av de judiska kolonisatörerna. Alla dessa oroligheter i landet gjorde situationen ohållbar för Storbritannien som tillsatte en kommission 1937 som gick under namnet ”Peelkommissionen”. Denna kommission menade att det nuvarande mandatet var ohållbart. Det stora kommissionen kom fram till var att en delning av landet till en arabisk del och en judisk del skulle vara den bästa lösningen. I förslaget menade kommissionen att det judiska landet skulle bestå av 20 % av Palestina och att resten skulle vara ett hem för araberna.
Judarna var man i stort sett positiva till denna plan. Många av de mer extrema sionisterna menade att 20 % av Palestina var för litet; samtidigt menade en majoritet att detta var ett utmärkt incitament för att skapa en judisk stat. Man tog upp frågan vid den 20:e sionistiska kongressen samma år och med 299 röster mot 160 godtog man britternas förslag. Enligt vissa israeliska historiker menade många av sionisterna att ett krig mot araberna i vilket fall som helst var ofrånkomligt och skapandet av denna första stat var ett bra utgångsläge för att senare med en armé kunna expandera den judiska staten så att den skulle omfatta hela Palestina.
För att det brittiska förslaget skulle gå igenom krävdes dock även arabernas godkännande och dessa sade kategoriskt nej till en delning av landet. Araberna menade att hela Palestina var arabiskt och en delning var otänkbar. Kommissionens förslag gick därmed i stöpet och striderna i Palestina fortsatte.
Nästa steg i den långa processen kom även den från mandatärmakten. 1939 kom det officiella utlåtandet som fick namnet ”The white paper”. I detta utlåtande klargjorde man för första gången från britternas sida hur Balfourdeklarationen skulle tolkas gällande skapandet av ett judiskt hem i Palestina. Man menade att intentionen aldrig varit att skapa en judisk stat i Palestina, utan ett judiskt hem i Palestina. Man klargjorde även att intentionen var att Palestina i slutändan ska bli en stat där judar och araber tillsammans skulle ha makten att styra representativt i förhållande till befolkningarnas storlek och där båda befolkningarnas rättigheter skulle skyddas. Ett annat stort problem som uppmärksammades var migrationen av judar till Palestina. I utlåtandet menade britterna att en stor del av de oroligheter som hade uppstått bland den arabiska befolkningen grundade sig i deras rädsla av att judarna skulle ta över mer och mer mark och till slut spela ut och köra ut araberna helt ur Palestina. På grund av detta bestämde britterna att den judiska befolkningen skulle uppgå till maximalt en tredjedel av hela den palestinska befolkningen, vilket var cirka 75 000 judar till. Dessa skulle immigrera under en femårsperiod. Efter denna femårsperiod skulle ingen ytterligare immigration tillåtas så länge inte både judar och araber gick med på detta.
Många av sionisterna menade att detta brittiska utlåtande var ett stort svek mot judarna i hela världen och vissa gick till och med så långt att de menade att Storbritannien var indirekt delaktig i utrotningen av judar under andra världskriget då de inte tillät större immigration av judar till Palestina.[källa behövs] Responsen från judarna blev dels att militärt börja attackera britterna i Palestina och dels att försöka närma sig USA. 1942 beslöt sionisterna i New York att starta påtryckningar på de politiska ledarna i USA för att få över dessa på deras sida. Under denna tid begärde den amerikanska senaten (som bestod av 2/3 sympatisörer för sionisternas sak) att det skulle tillåtas fri immigration av judar till Palestina samt att USA skulle stöda skapandet av en judisk stat i Palestina. Detta blev även en del av det republikanska partiets valprogram 1944.

### Israel blir självständigt
Samtidigt som USA mer och mer började intressera sig för Palestinafrågan fortsatte stridigheterna mellan judar och araber samt mellan dessa och britterna i Brittiska Palestinamandatet. 1947 var situationen så ohållbar att britterna började evakuera civila britter från Palestina och i februari beslöt Storbritannien att avsluta sitt mandat i området och samtidigt lämnade man över ärendet till Förenta Nationerna. FN tillsatte i sin tur en kommission som föreslog en delning av Palestina. När frågan debatterades i FN menade de arabiska representanterna att FN inte hade mandat att dela Palestina utan befolkningens uttalade medhåll. Att göra så skulle vara att gå emot FN:s egen stadga. Istället ansåg de arabiska representanterna att ärendet skulle behandlas i en internationell domstol. Sionisterna var å andra sidan positiva till en delning, med samma argument som när den förra mandatärmakten föreslog en sådan. Trots arabernas motstånd togs beslut i FN att dela upp Palestina i två delar, en judisk och en arabisk. Detta beslut togs med den nödvändiga 2/3-majoriteten. Några av de stater som röstade för förslaget klagade i efterhand på att ekonomiska påtryckningar från USA hade tvingat dem att rösta för förslaget. Arabnationerna i FN sade sig direkt efter beslutet att man inte hade några intentioner att acceptera den nya resolutionen då beslutet i sig gick emot FN-stadgan.
Den 14 maj 1948, samma dag som britternas mandat gick ut, deklarerade sig den nya staten Israel självständig och suverän. Dagen efter anföll en multinationell styrka bestående av trupper från Jordanien, Egypten, Libanon, Irak och Syrien den nya staten Israel.